# 和田信賢
和田 信賢（わだ のぶかた、1912年〈明治45年〉6月19日 - 1952年〈昭和27年〉8月14日）は、戦前から戦後にかけて活躍したNHKのアナウンサー。妻は後輩アナウンサーの大島（旧姓）実枝子（1918年（大正7年）- 2016年（平成28年）、1939年入局）。

## 来歴
東京府に生まれ、東京府立第五中学校、第二早稲田高等学院を経て早稲田大学に進学するも中退。1934年に日本放送協会（当時は社団法人）へ第1期アナウンサーとして入局。
和田が一躍有名になった場面は、1939年の大相撲1月場所の実況中継である。和田はこの場所の実況中継を初日から4日目まで担当したが、4日目（1月15日・日曜日）に70連勝を目指していた双葉山定次が、結びの一番で安藝ノ海節男に外掛けで敗れ、連勝が69で止まった。取組前には「不世出の名力士双葉、今日（15日）まで69連勝。果たして70連勝なるか?70は古希、古来稀なり!」とアナウンスして始まったが、当然、この日に連勝記録が止まるなどとは和田も他の者も誰も予想しておらず、双葉山が敗れた瞬間には控えにいた先輩の山本照に対して「双葉山は確かに負けましたね!?」と慌てて確認を取ったあと、「双葉敗る!双葉敗る!双葉敗る!!時、昭和14年1月15日!旭日昇天、まさに69連勝。70勝を目指して躍進する双葉山、出羽一門の新鋭・安芸ノ海に屈す!双葉70勝ならず!!」と叫んだ。
1945年8月15日の終戦放送では進行役を担当。全国に向けて終戦の詔勅を朗読した。その後、NHK山形放送局放送課長として転勤したが、まもなく退職。フリーの立場にいたが、その後、CIEプログラムアナライザーのようなことを委嘱されて放送会館にも出入りしていた縁もあって、NHKの嘱託アナウンサーとして仕事を続ける。戦後は1946年末からNHKのラジオクイズ番組『話の泉』の司会者として活躍、徳川夢声をはじめとする一癖も二癖もある文化人のレギュラー回答者たちを相手に絶妙な問答を繰り広げ、タレントとしての才能も高い人気アナウンサーの地位を引き続き保った。
1950年に開局直前の中部日本放送（現在のCBCラジオ）でアナウンス研修を松内則三と共に行い、後に当局で開局直前の第一声を発する宇井昇等を育成。
1952年8月14日、ヘルシンキオリンピックの実況を終えて帰国する途中、白夜による睡眠不足の疲労の治療で入院していたパリ郊外の病院で客死した。40歳没。

## エピソード

### 双葉山連勝記録の実況
- 和田は双葉山の連勝が69で止まった瞬間の実況も含め、相撲以外に野球の実況でもカリスマ的な人気を誇った名アナウンサーであった。アナウンサーとしては、双葉山の連勝記録が止まった取組の実況を開始した直後、双葉山を「不世出の力士」と呼んだことに因み、和田は「不世出の天才」と称された。
- 69連勝を達成した双葉山が連勝を70に伸ばした場合と、敗れて連勝が止まった場合を想定した原稿はあらかじめ用意されていたものの、和田は自身が実況を担当した日に双葉山が敗れたことで、ただひたすらマイクに向かって「双葉敗れる!双葉敗れる!」と連呼したという。
- その華麗で情緒に溢れ、語彙の豊富な実況中継は磨き上げられた芸にも例えられ、和田は自身の実況中継を「瞬間芸術」と呼んでいた。双葉山の連勝記録が止まった瞬間も「人生70年、古来稀なり」と述べ、70連勝する難しさを当時としては長寿だった70歳（古稀）まで生きることの大変さと巧みに掛け合わせながら伝えており、これも「瞬間芸術」に関するエピソードの一つに数えられる[8]。

### 交友関係など
- 若くして頭角を現した出世頭と言える存在だが、戦時中にNHK会長から内閣情報局長になった下村宏（海南）に可愛がられ、その結果、若手職員の中でも発言力、影響力を強く持つに至った。このために内部での立場を悪くすることになり、終戦直後の定期異動で山形放送局に左遷（放送課長）の後、僅か2ヶ月半後に依願退職した。
- 1943年10月21日に明治神宮外苑競技場で行われた学徒動員壮行会の実況中継を担当する予定だったが、当日になって体調不良のため欠席し、後輩の志村正順に任せている。和田が前日に下調べを進めている際に、学徒を戦地へ送るやり切れない思いが酒を過ごさせて体調不良に陥り[15]、当日の放送開始直前になって志村へ任せたという。しかし、志村と同じく後輩アナウンサーだった刈屋富士雄によると、和田が「学生を戦地へ送る壮行会を盛り上げることは出来ない」と上層部へ主張して激しく対立したためだという。
- 実況中継を任されるも無事に終えた志村は名声を得たが、のちに「自分はそんなこと（和田の体調不良）を知らず実況中継に臨み、それをきっかけに評価を得るようになり、一生後悔している」と述べ、定年後はフリーアナウンサーにならずそのまま表舞台から去ったという。

### プライベート
- 私生活では酒豪だったが晩年は腎盂炎を患い、早世する原因になった。前述の組織内における軋轢も深酒に繋がり、和田の体調不良はヘルシンキオリンピックに派遣される職員の壮行会の時点でもはっきりわかったほどで、開催期間中の実況どころか海外渡航自体危ぶまれる状態だったという。
- ヘルシンキへ渡航する前日、和田の自宅に宮田輝が訪ねてきて和田の浴衣姿の写真を撮影している。その後、和田はヘルシンキからの帰途で体調が悪化し、そのままパリで病床に伏したが、診察したのは日本人医師の加藤周一であった。この逸話は加藤の「続羊の歌」に登場するが容態はかなり重篤で、和田はその直後に亡くなった。葬儀では渡航前に宮田が撮影した写真が遺影として用いられ、夫人は生涯に渡ってロケットペンダントに入れて肌身離さず持っていた[16]。なお、和田がヘルシンキへ渡航する時に夫人は妊娠中だったが、和田はそれを知らなかったという。没後に生まれた女児は、のちに結婚後「藤堂かほる」の名前で1980年～1981年に日曜美術館の司会を務めている[17]。
- 和田の没後、NHKは「和田賞」を制定した。放送番組の向上に功績のあった職員を表彰するもので、第2回（1954年）に受賞したのは、和田の薫陶を受けた高橋圭三と、高橋の同期で奇しくもヘルシンキ渡航前に和田の浴衣姿を撮影していた宮田である[18]。

## 著作

### 単著
- 『放送ばなし アナウンサア十年』青山商店出版部、1946年9月10日。NDLJP:12276017。
- 『東京ヘルシンキ巴里』暮しの手帖社、1952年10月。
- 「靖国神社に新英霊を祀る夜の感激」『「婦人雑誌」がつくる大正・昭和の女性像』 第30巻、岩見照代監修、ゆまに書房、2016年7月。ISBN 9784843347058。

### 編書
- サトウ・ハチロー、徳川夢声、春山行夫、堀内敬三、渡辺紳一郎『話の泉』 第1輯、青山書店、1947年11月。
- 『話の泉集 趣味と常識の百科』中央社、1950年2月。

### 論文等
- 「ダイヤルの自由」『日本評論』第25巻第6号、日本評論新社、1950年6月、122-125頁、NAID 40003022217。
- 「放送整雑」『新聞と広告』第6巻第7号、日本電報通信社、1951年6月、22-23頁、NAID 40001967944。

## 演じた人物
- 小泉博（『日本のいちばん長い日』、1967年、東宝）
- 森田剛（『NHKスペシャル アナウンサーたちの戦争』、2023年8月14日、NHK総合）（2024年、NAKACHIKA PICTURES(映画））、※妻の実枝子は橋本愛が演じている。

- NHKアナウンサー史編集委員会『アナウンサーたちの70年』講談社、1992年12月21日。ISBN 4-06-203232-5。
- 山川静夫『そうそう そうなんだよ -アナウンサー和田信賢伝-』岩波書店、2003年6月14日。ISBN 9784006020736。
- 堂場瞬一『空の声』文藝春秋、2020年4月10日。ISBN 978-4-16-391189-2。＊和田をモデルに書かれた小説。